# Gonzo (stijl)

De "gonzovuist": twee duimen en vier vingers die de knop van een peyote vasthouden werd het symbool van Thompson en de gonzo-stijl van verslaggeving

Gonzo is een stijl van verslaggeving (journalistiek, film of andere multimediale productie) waarbij de verslaggever onlosmakelijk verbonden is met de handeling die zijn onderwerp is, in tegenstelling tot de vertelstijl waarin hij een passieve toeschouwer is. De gonzo-stijl werd bekend door Hunter S. Thompson.

## Oorsprong
Bill Cardoso, redacteur bij The Boston Globe, zou de term als eerste hebben gebruikt. Hij omschreef in 1970 Thompsons artikel "The Kentucky Derby is Decadent and Depraved" als "pure Gonzo", een destijds reeds bestaande slangterm met verschillende betekenissen.
Thompson vond een stijl van schrijven uit waarbij hij zelf een situatie deed ontstaan (op een kwajongensachtige manier, of soms als ruziezoeker) en waarbij hij dan de reacties van anderen vastlegde. Naast deze stijl van werken raakte de term in zwang (soms neerbuigend) als benaming voor een soort van journalistiek (of schrijven) die lijkt op Thompsons schrijfstijl en wordt gekenmerkt door een stream of consciousness techniek gedreven door narcotica.

## "Objectivity is a myth"
Van gonzo is sprake wanneer een auteur zich niet kan losmaken van zijn onderwerp. In sommige gevallen is het gonzo-element inherent aan het werk – zoals bij het najagen van een tornado, waarbij de verslaggeving meestal gedaan wordt door degene die de auto bestuurt en de camera vasthoudt. Maar soms wordt deze journalistieke stijl moedwillig gekozen door de verslaggever of het bedrijf waarvoor hij werkt. Thompson was van mening dat objectiviteit in de verslaggeving een fabeltje is; mede om die reden is gonzo tegenwoordig een erkende schrijfstijl waarbij "zeggen waar het op staat" vooropstaat. Deze stijl is verwant aan de "nieuwe journalistiek" van Tom Wolfe en Terry Southern.

## Gonzopornografie
In de pornografie staat 'gonzo' voor een stijl van pornografie met simpele of afwezige plot, waarin de cameraman en/of regisseur deelneemt aan de handeling van de film. Zie Gonzopornografie.